# Komisja spraw weteranów Senatu Stanów Zjednoczonych
Komisja ds. weteranów Senatu Stanów Zjednoczonych (ang. United States Senate Committee on Veterans' Affairs) jest odpowiedzialna za wszelkie procesy legislacyjne związane, jak sama nazwa wskazuje, ze sprawami weteranów wojennych. Zatwierdza też lub odrzuca wstępnie wszelkie kandydatury na urzędy federalne związane z nimi, głównie sekretarza spraw weteranów.

## Obecni członkowie (110. Kongres)

### Większośćdemokratyczna

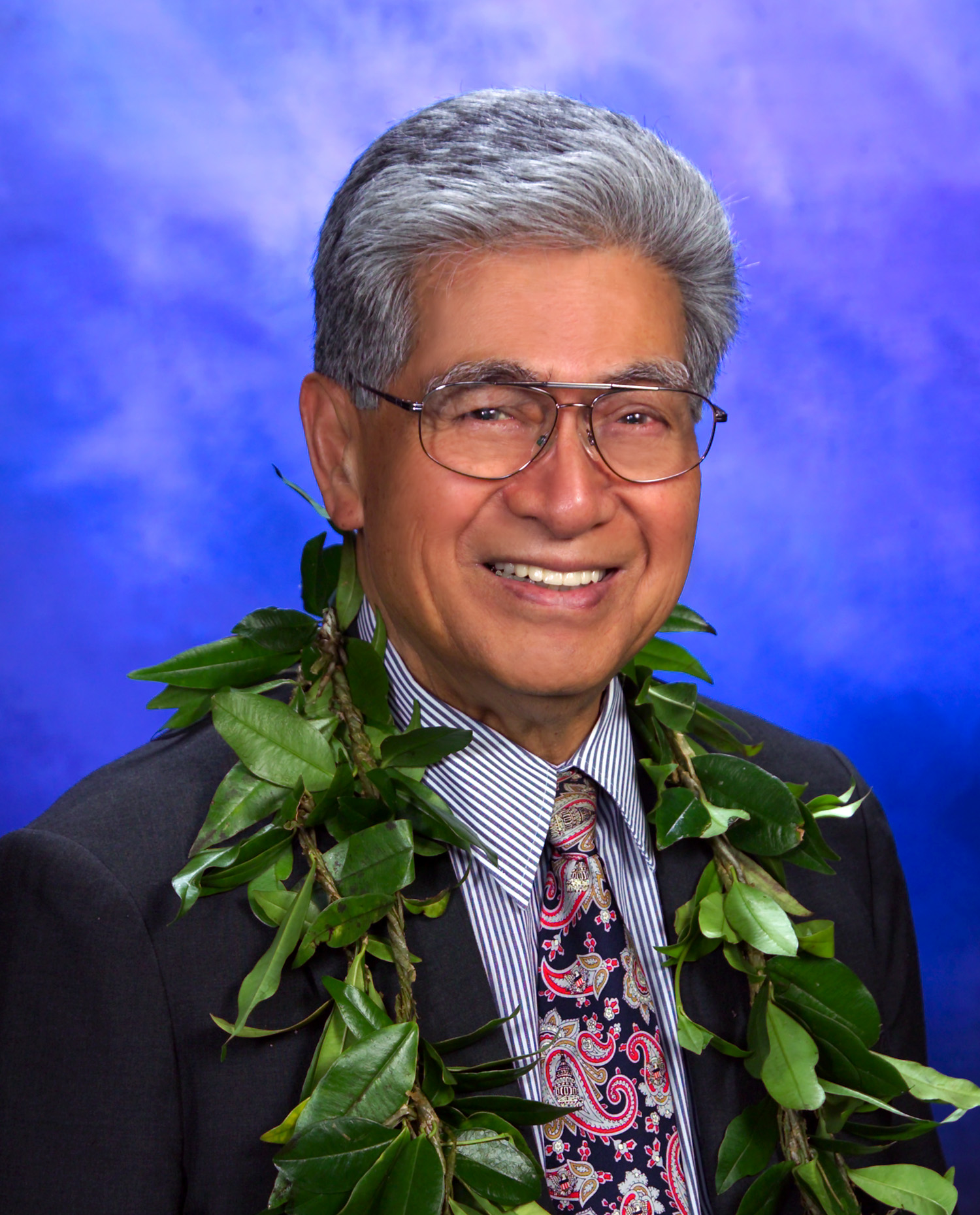
Daniel Akaka (Hawaje) – przewodniczący

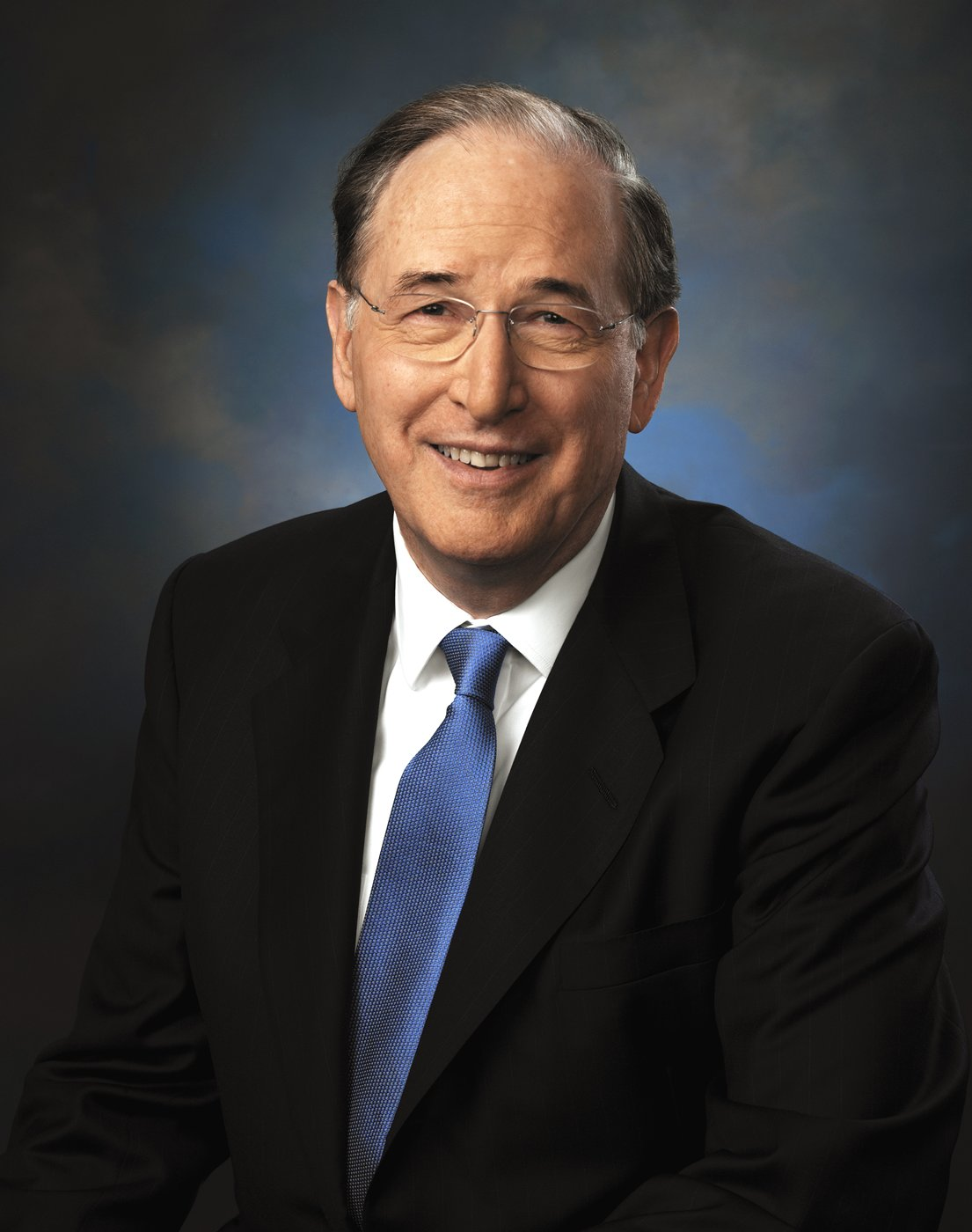
Jay Rockefeller (Wirginia Zachodnia)
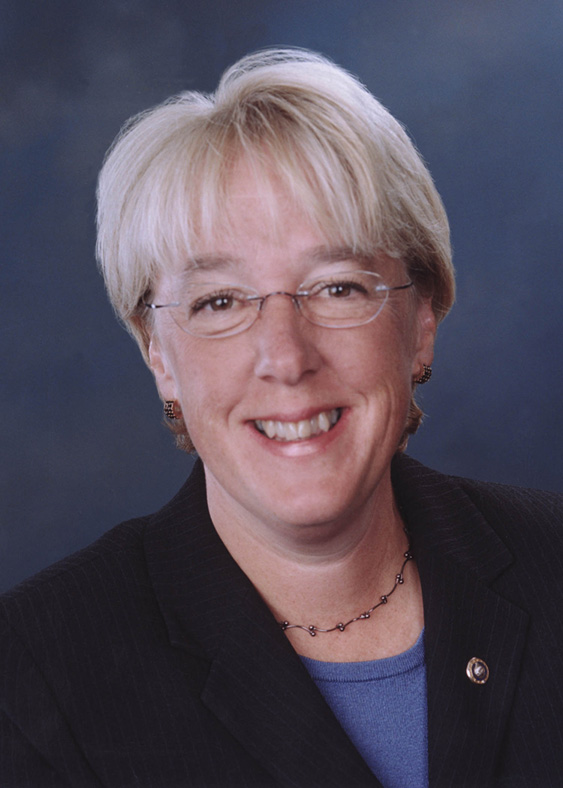
Patty Murray (Waszyngton)
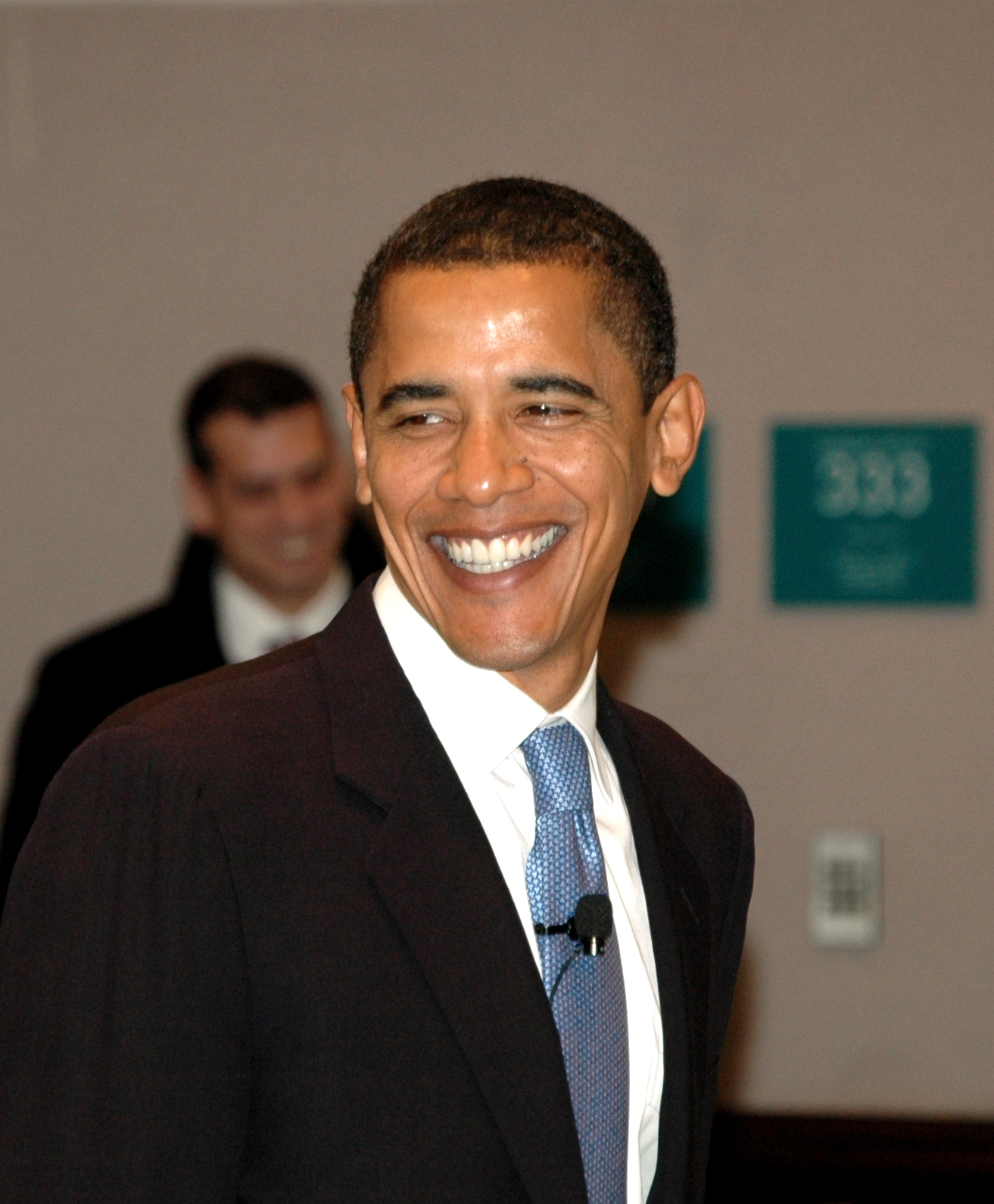
Barack Obama (Illinois)
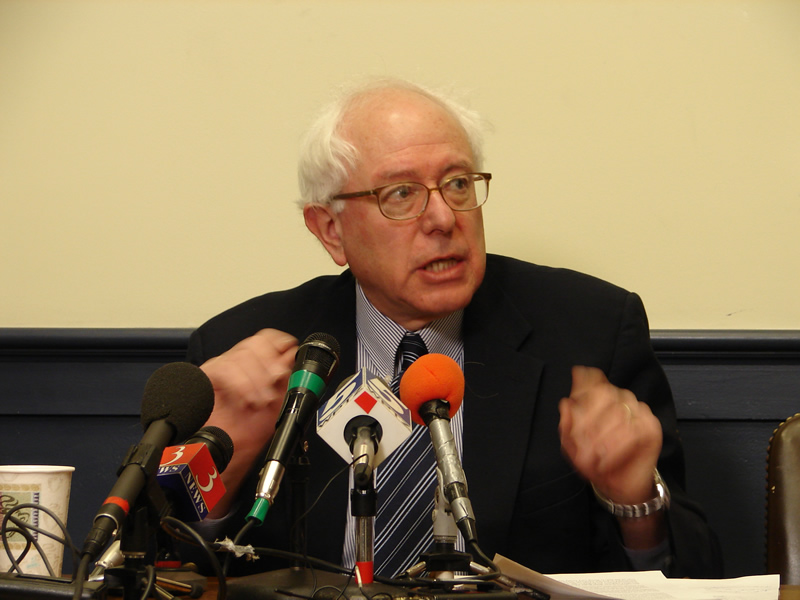
Bernie Sanders (Vermont)
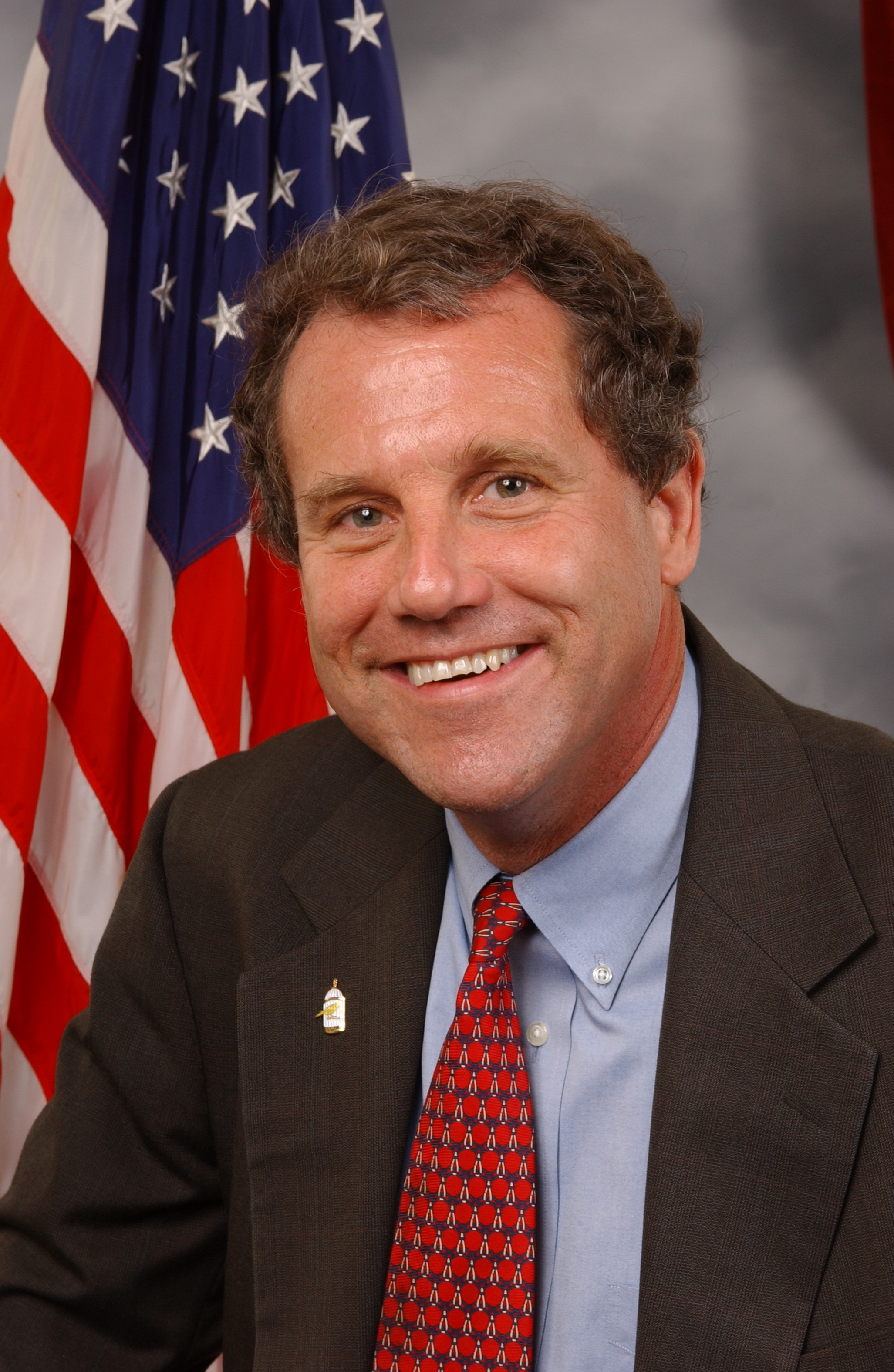
Sherrod Brown (Ohio)
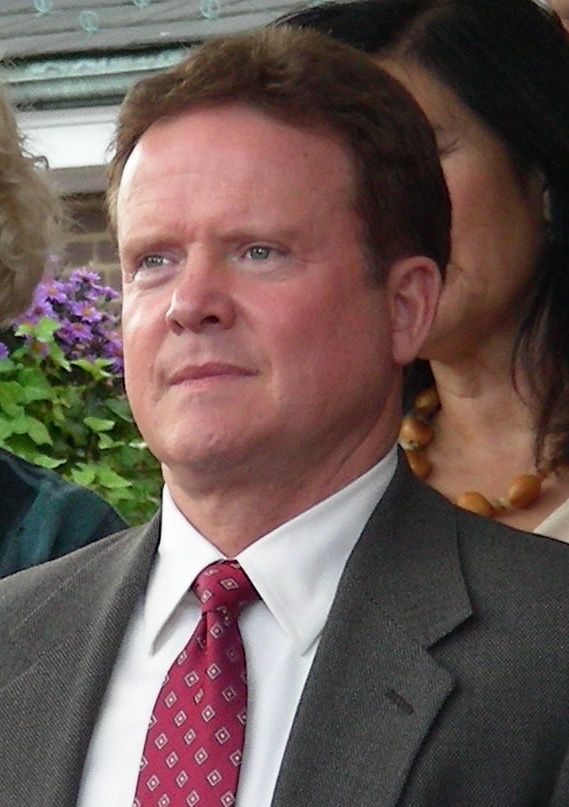
Jim Webb (Wirginia)
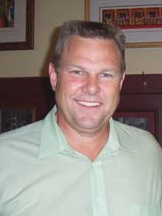
Jon Tester (Montana)

Bernie Sanders jest senatorem niezależnym, ale stowarzyszonym z demokratami.

### Mniejszośćrepublikańska

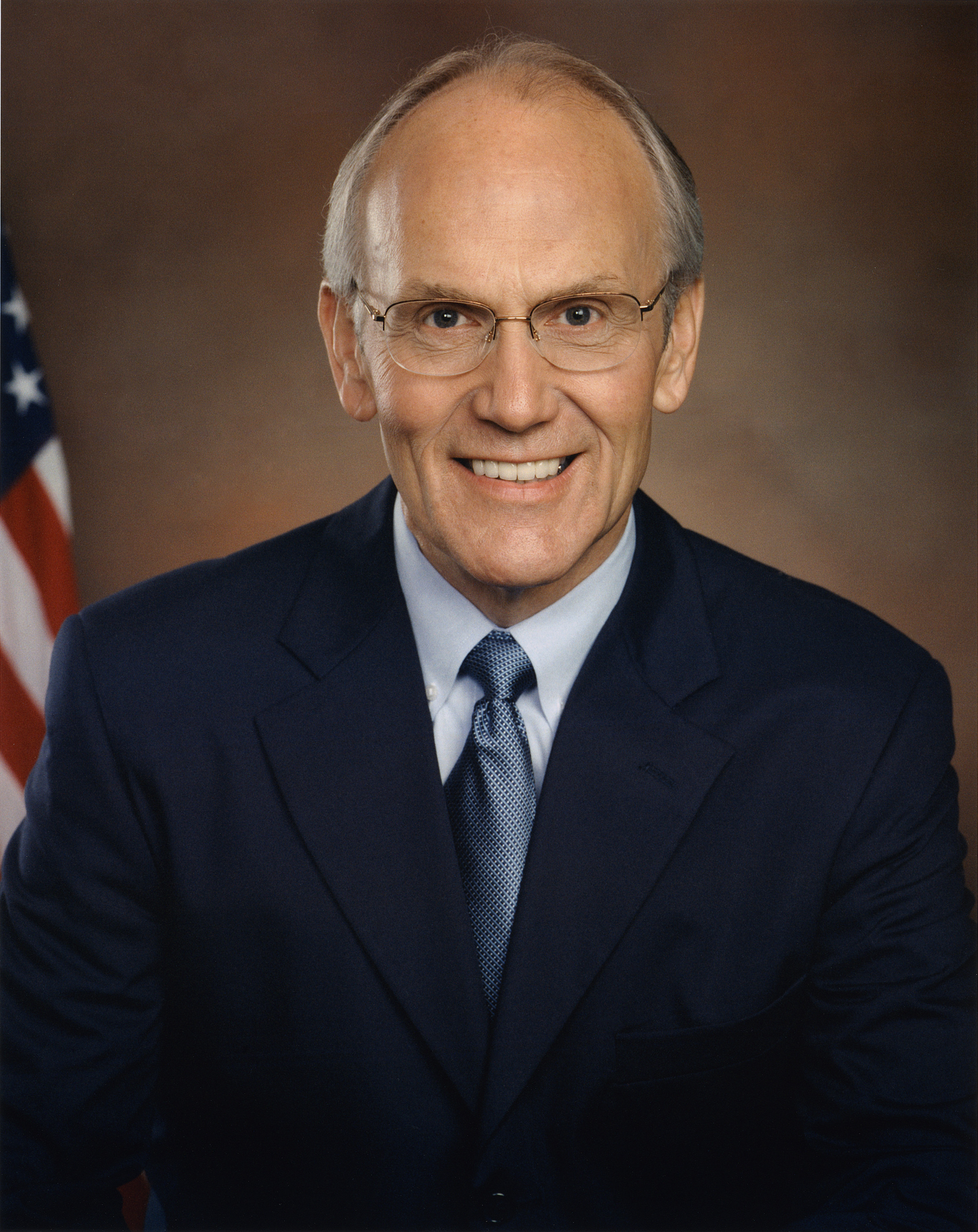
Larry Craig (Idaho) – lider mniejszości

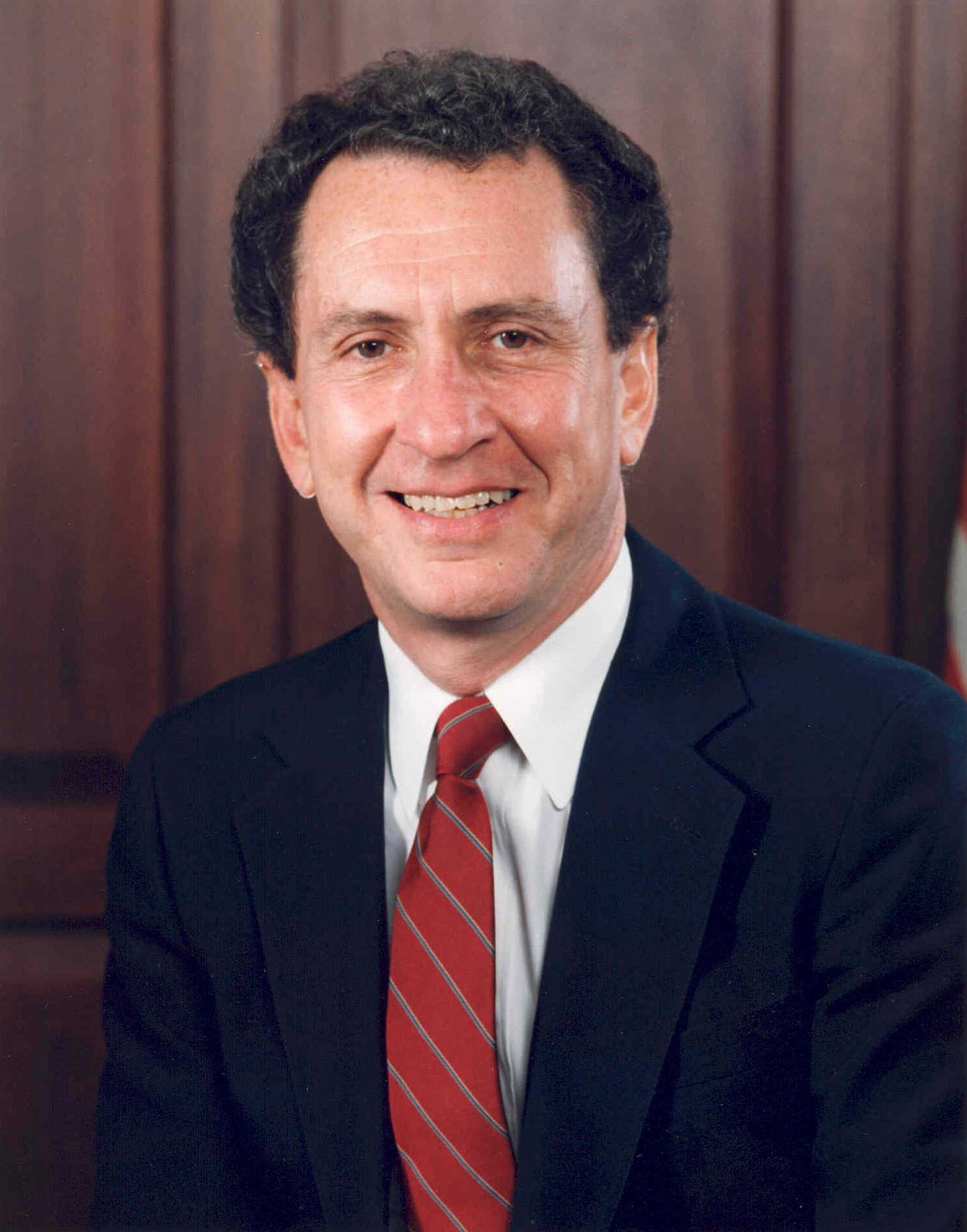
Arlen Specter (Pensylwania)
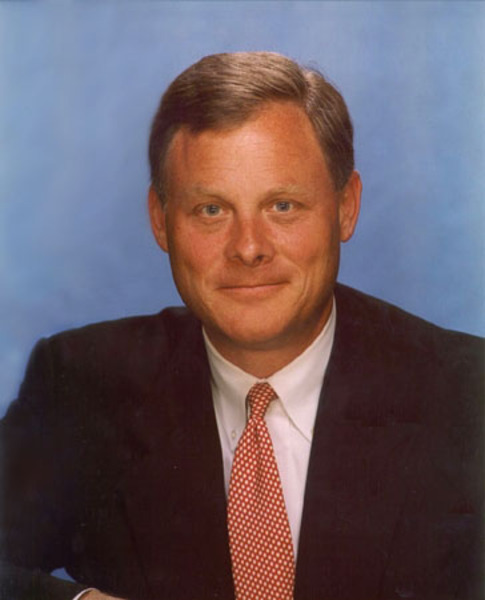
Richard Burr (Karolina Północna)
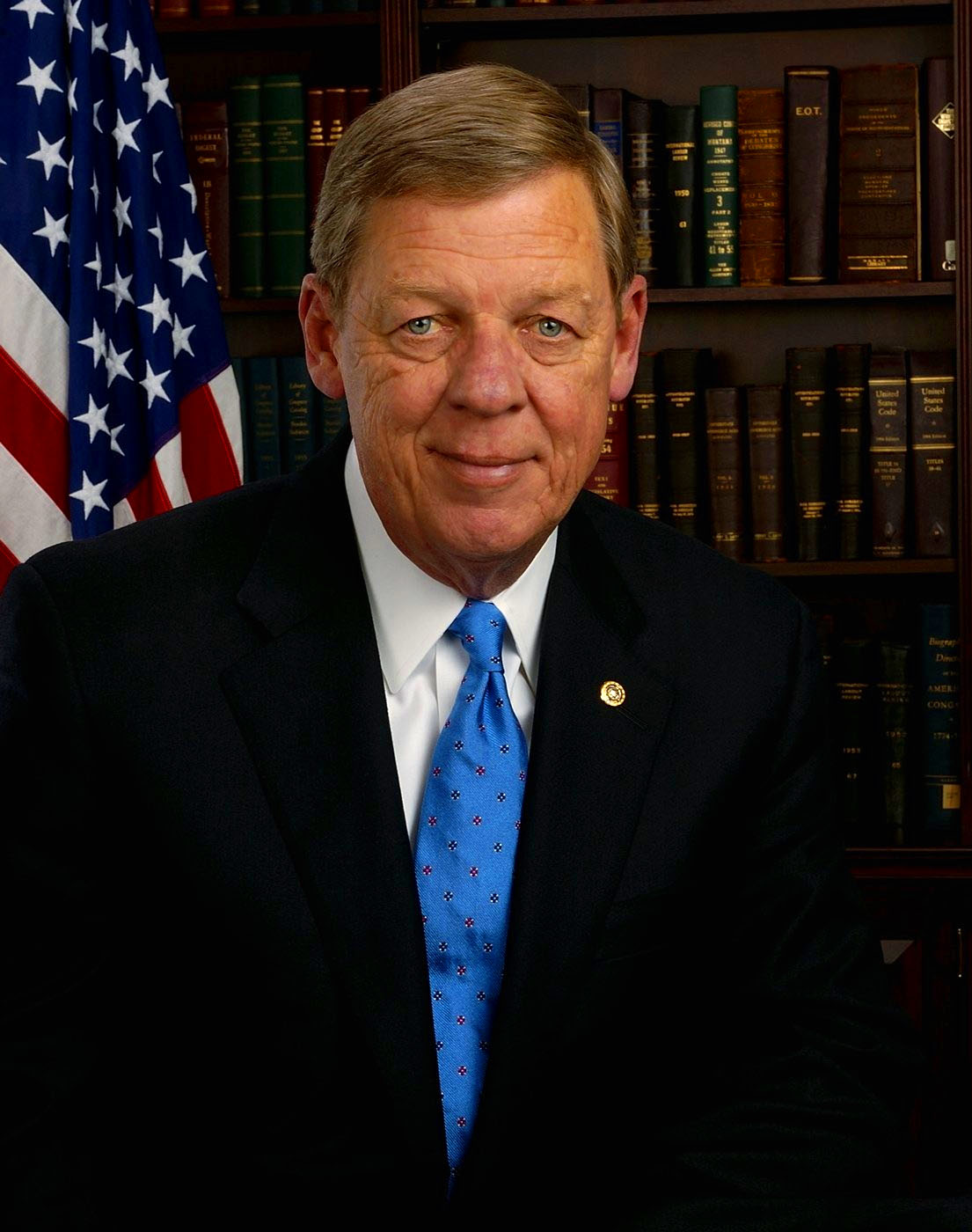
Johny Isakson (Georgia)
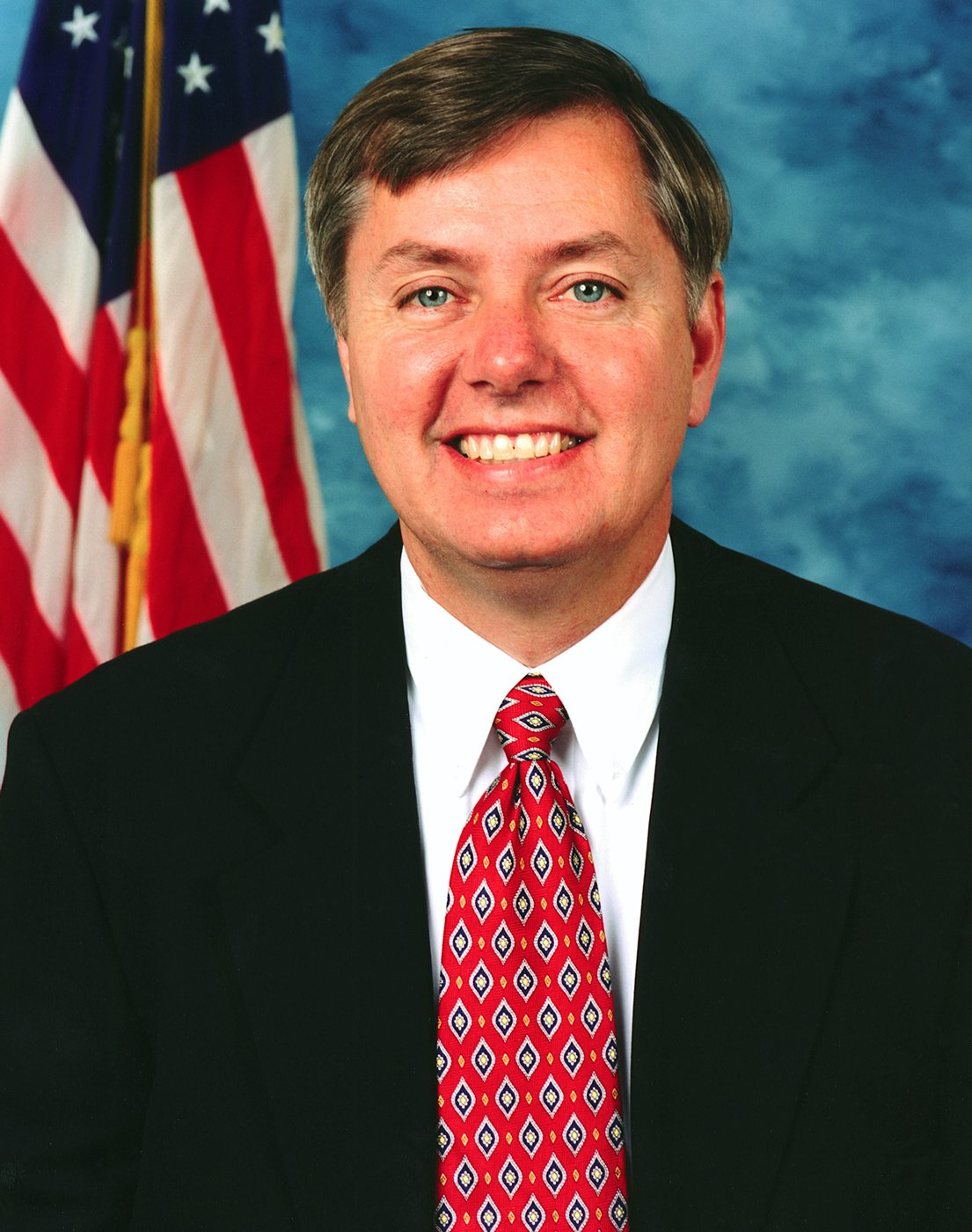
Lindsey Graham (Karolina Południowa)
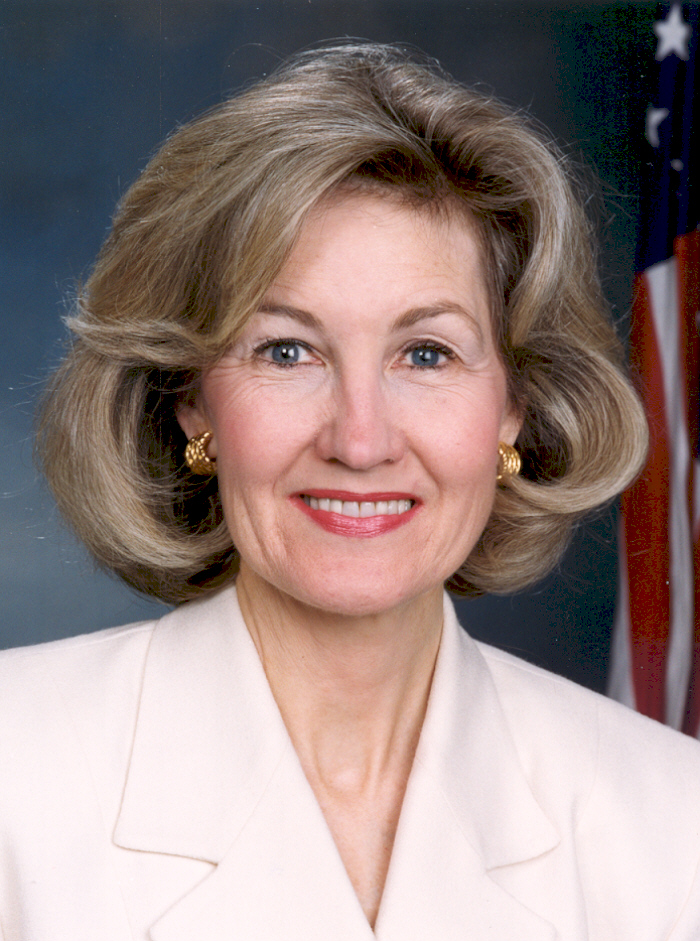
Kay Bailey Hutchison (Teksas)
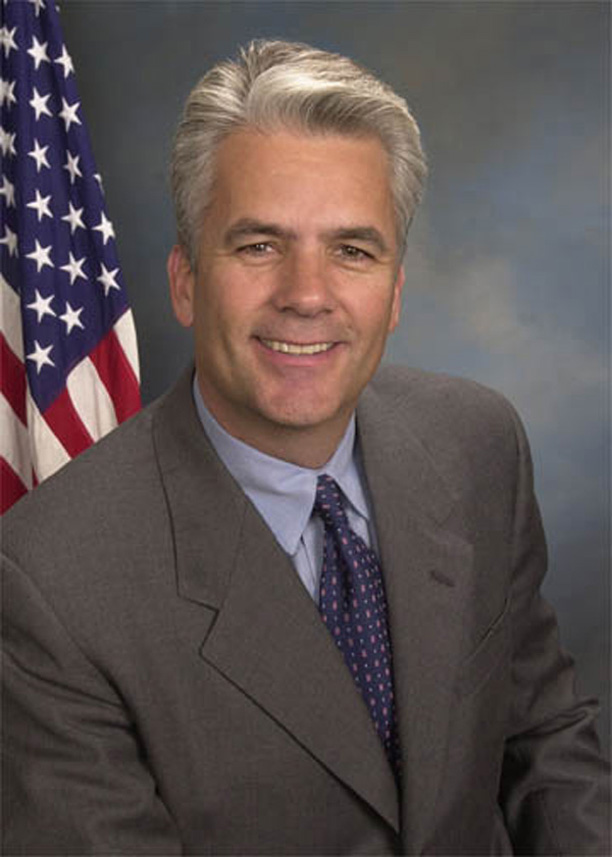
John Ensign (Nevada)

## Przewodniczący
- Vance Hartke (D-Indiana), 1971–1977
- Alan Cranston (D-Kalifornia), 1977–1981
- Alan K. Simpson (R-Wyoming), 1981–1987
- Alan Cranston, 1987–1993
- Jay Rockefeller (D-Wirginia Zachodnia), 1993–1995
- Alan K. Simpson, 1995–1997
- Arlen Specter (R-Pensylwania), 1997–2001
- Jay Rockefeller, 2001–2003
- Arlen Specter, 2003–2005
- Larry Craig (R-Idaho), 2005–2007
- Daniel Akaka (D-Hawaje), od 2007